# KH-7 23
KH-7 23 – amerykański satelita rozpoznawczy; dwudziesty trzeci statek serii KeyHole-7 GAMBIT programu CORONA. Jego zadaniem było wykonywanie wywiadowczych zdjęć Ziemi o rozdzielczości przy gruncie około 46 cm.

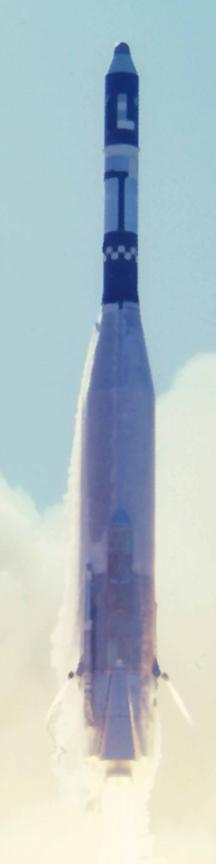
Start rakiety Atlas SLV-3 Agena D z satelitą KH-7 23, 8 listopada 1965.

Misja rozpoczęła się 8 listopada 1965 roku, kiedy rakieta Atlas Agena D wyniosła z kosmodromu Vandenberg na niską orbitę okołoziemską 23 satelitę z serii KH-7. Po znalezieniu się na orbicie satelita wykonał zdjęcia bazy rakietowej w okolicach Bajkonuru, gdzie testowano pociski balistyczne ICBM. Z powodu awarii satelity zdołano wykonać zdjęcia tylko podczas trzech przelotów nad ZSRR. Awaria mogła być spowodowana uszkodzeniem satelity podczas startu przez odbitą od nowego elementu wyrzutni falę akustyczną.
Satelita spłonął w atmosferze 11 listopada 1965.